# 里布蒙条约
《里布蒙条约》（法语：Traité de Ribemont）是880年加洛林帝国签署的最后一份王国分割条约，由东法兰克的巴伐利亚及萨克森国王青年路易与西法兰克王国的两位国王路易三世和卡洛曼二世签署。
在西法兰克国王秃头查理去世后，青年路易在878年通过签署《富伦条约》（Treaty of Fourons）与秃头查理的长子及西法兰克王国继任者口吃者路易建立了良好关系，两位国王承诺接受各自的儿子对自己王国的继承。但当口吃者路易于879年去世后，巴黎主教乔治林（Joscelin，他在之后的维京人于885年发动的袭击中保卫了城市）率领的西方代表团邀请青年路易占领西法兰克王国，由于其妻子萨克森的柳特加尔德（Liutgard von Sachsen）支持这一计划，青年路易入侵了西法兰克王国。他一路征战到了凡尔登，但在口吃者路易的两个儿子路易三世和卡洛曼二世承诺将占有的部分洛塔林吉亚王国给予他之后撤退了。
与此同时，普罗旺斯的博索宣称自己为普罗旺斯的国王，同时维京人也在继续着他们的袭击。为了应对这些威胁，加洛林王朝的国王们决定搁置争议，共同应对。他们在里布蒙（位于今日的埃纳省）会面，在签署的《里布蒙条约》中，为了使青年路易保持中立，西法兰克的两位国王将《梅尔森条约》之后占有的洛塔林吉亚王国西部地区让给了青年路易，使得其将整个洛泰尔王国纳入东法兰克。这使得他们可以专心应对普罗旺斯的博索。
《里布蒙条约》签署后形成的西法兰克王国与东法兰克王国（及之后的神圣罗马帝国）间的边界一直保持到了中世纪后期。